# La Chapelle-Grésignac
La Chapelle-Grésignac é uma comuna francesa na região administrativa da Nova Aquitânia, no departamento Dordonha. Estende-se por uma área de 7 km². Em 2010 a comuna tinha 108 habitantes (densidade: 15,4 hab./km²).